# Nuestra Señora de Luján
La Virgen de Luján, o Nuestra Señora de Luján, es una de las advocaciones con la que se venera la figura de la Virgen María en el catolicismo. Se la considera patrona de Argentina.
La imagen original es pequeña y sencilla, de unos 38 cm de altura, realizada en arcilla cocida y representativa de la Inmaculada Concepción. Los hechos que se sucedieron en torno a ella y que determinaron su permanencia en las cercanías del río Luján en el siglo XVII fueron interpretados como providenciales por los fieles católicos. Desde las primeras marchas obreras hacia la basílica de Nuestra Señora de Luján a fines del siglo XIX, hasta las multitudinarias peregrinaciones anuales en el presente, que han superado largamente el millón de personas, Nuestra Señora de Luján se ha convertido en una imagen emblemática, que convoca las mayores manifestaciones de fe de la Argentina. Hoy se la considera uno de los símbolos de la cultura de ese país.

## Historia

### Sus orígenes

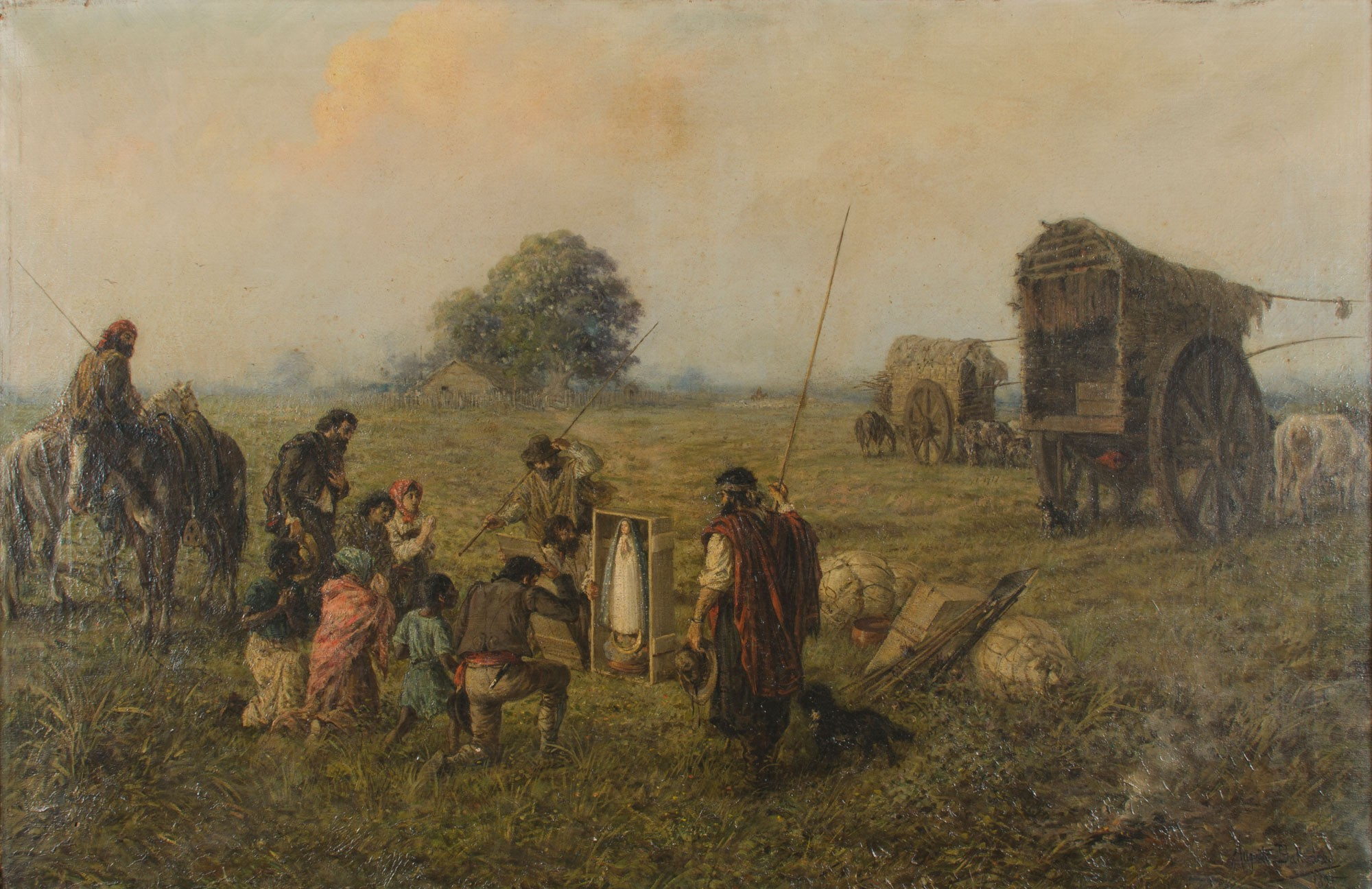
Origen milagroso de Ntra. Sra. de Luján en año 1630, por Augusto Ballerini, 1895.

El origen de la advocación se remonta a 1628. Antonio Farías Saá, un hacendado portugués radicado en Sumampa (actual provincia de Santiago del Estero, Argentina), quiso erigir en su estancia una capilla en honor de la Virgen. Solicitó a un compatriota suyo, residente en Brasil, el envío de una imagen de la Inmaculada Concepción de María. Para una mejor elección, su amigo le envió dos imágenes. En el mes de mayo de 1630, las imágenes de la Virgen llegaron al puerto de Buenos Aires procedentes de San Pablo y, acondicionadas en sendos cajones, fueron colocadas en una carreta.
Luego de tres días de viaje, la caravana a la cual se incorporó la carreta hizo un alto a 10 leguas de la actual ciudad de Luján, en el paraje de Zelaya, para pernoctar en la Estancia de Rosendo de Trigueros.
Al día siguiente, ya dispuestos a continuar la marcha, los bueyes no consiguieron mover la carreta. Después de intentos fallidos, bajaron uno de los cajones y los bueyes iniciaron la marcha sin dificultad. Intrigados por el contenido del cajón, encontraron al abrirlo una imagen pequeña (35 cm de altura) de arcilla cocida que representaba la Inmaculada Concepción. Los creyentes interpretaron el hecho como providencial, y entregaron la imagen para su custodia a Rosendo de Trigueros, el dueño de la casa ubicada en la actual localidad de Zelaya, en el partido del Pilar, a 50 km del actual emplazamiento del santuario. La segunda imagen, que representaba a María con el niño en sus brazos, llegó a destino, y en 1670 se le construyó un santuario donde se la veneró bajo la advocación de Nuestra Señora de la Consolación de Sumampa.

### Construcción de una ermita y traslado posterior

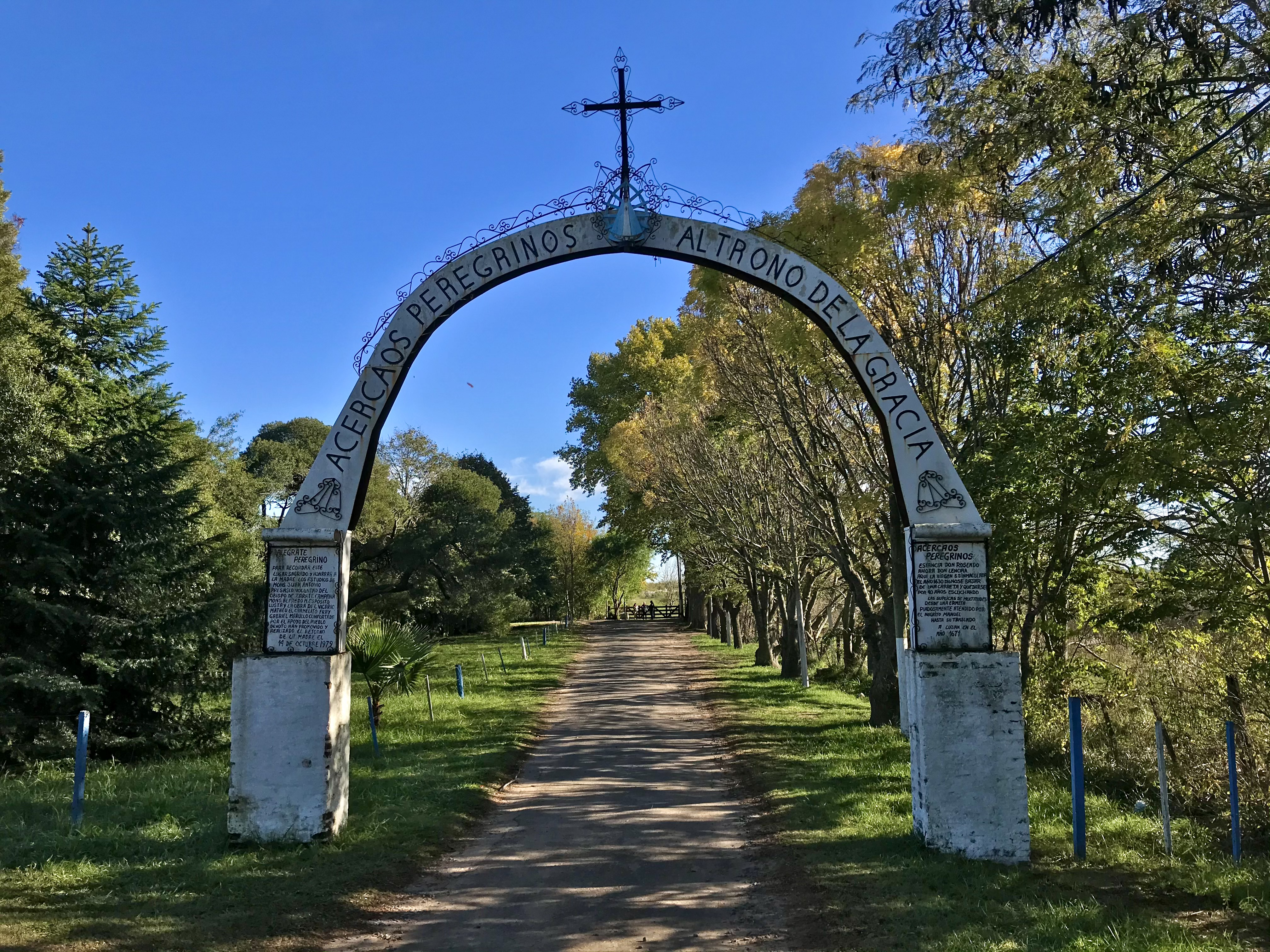
Entrada a la ermita que constituyó la primera morada de la imagen de la Virgen, más conocida como «El lugar del milagro». Hoy es un punto turístico de la localidad de Zelaya y del partido del Pilar.

Enterados del hecho en Buenos Aires, muchos vecinos acudieron a venerar la imagen y, al crecer la concurrencia, Rosendo de Trigueros le hizo construir una ermita donde permaneció desde 1630 hasta 1674.
De hecho hoy existe en aquel emplazamiento, conocido como Lugar del milagro, un convento y una pequeña capilla de adobe y piso de tierra -que puede visitarse- que recuerda a aquella ermita que se erigiera como primer santuario.
Se la llamó la Virgen Estanciera y la Patroncita Morena. Manuel era un pequeño esclavo que venía con la caravana y fue testigo de lo sucedido; viendo su patrón el amor que demostraba a la Virgen, lo destinó al exclusivo cuidado de la imagen, lo que hizo hasta su muerte. Se encargaba del orden en la ermita y de los vestidos de la Virgen, dirigiendo los rezos de los peregrinos. Al fallecer Rosendo de Trigueros, su estancia quedó abandonada, pero Manuel continuó, con constancia, el servicio que se había impuesto.
Muy preocupada con la «soledad de la Virgen» en ese paraje que hoy es Zelaya, la señora Ana de Matos, viuda del capitán español Marcos de Sequeira y propietaria de una estancia muy bien defendida ubicada sobre la margen derecha del río Luján, no viendo ningún interés por parte de las autoridades civiles y eclesiásticas, le solicitó al administrador de la estancia del fallecido Rosendo de Trigueros la cesión de la imagen de la Virgen de Luján. Ella le aseguró el cuidado y la construcción de una capilla «digna y cómoda», facilitando la estadía de los peregrinos. Juan de Oramas, el apoderado, aceptó la oferta y doña Ana de Matos le pagó por la cesión de la imagen.
Feliz de haber logrado su propósito, la instaló en su oratorio, pero a la mañana siguiente, cuando se dirigió ahí para rezar, descubrió con asombro y angustia que la Virgen no estaba en su altar. Al buscarla se la encontró en el «Lugar del Milagro». 
Se creyó en un principio que era el propio Manuel - a quien no habían permitido en un principio acompañar a la Virgen - quien llevaba a la «Patroncita Morena» a su antigua morada. Hasta se lo llegó a estaquear en el piso para que no hurtara la imagen. Sin embargo la imagen seguía «volviendo» a su primer lugar. 

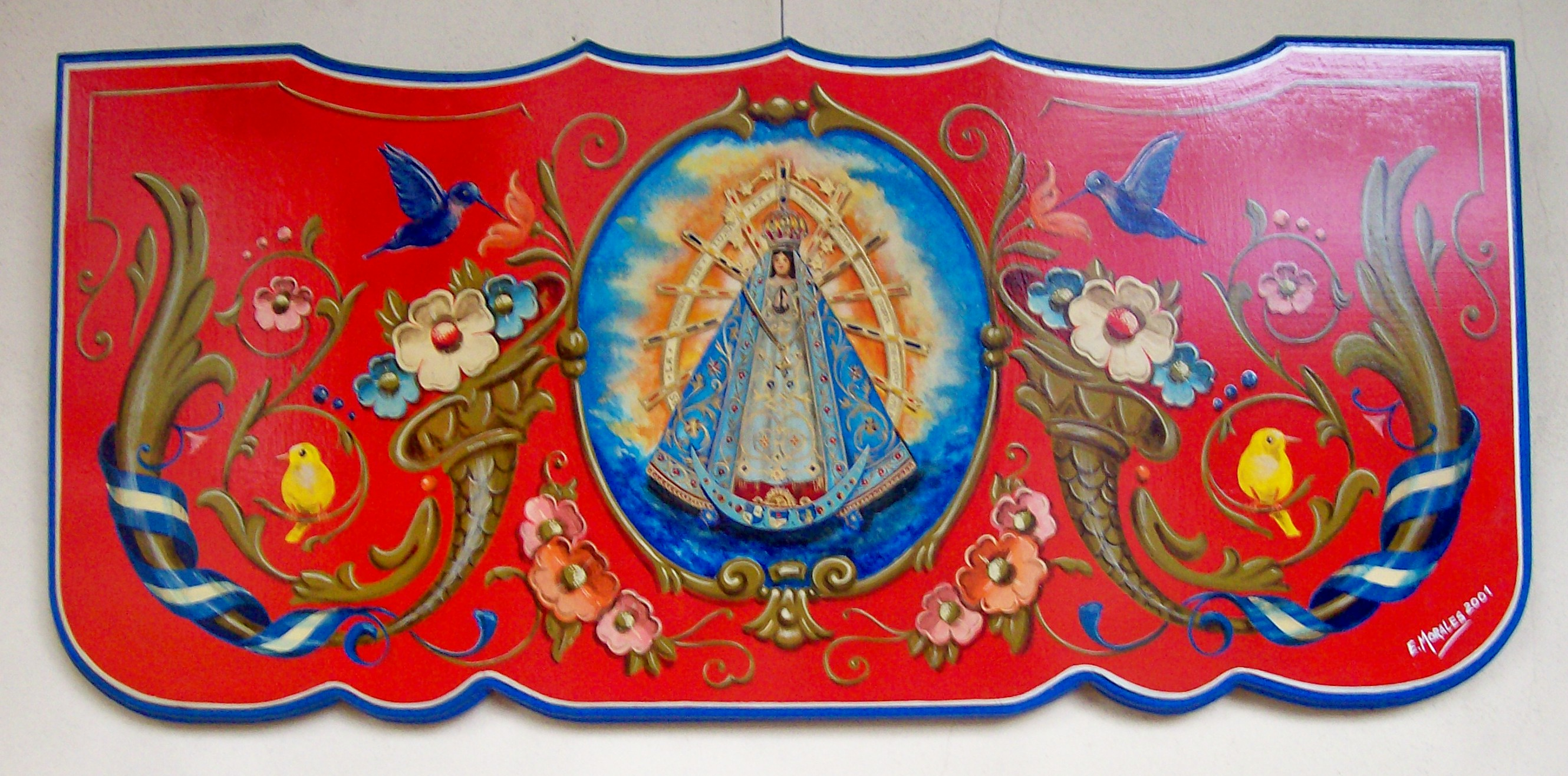
Fileteado porteño realizado por Edgardo Morales (2001), que muestra en el centro a la Virgen de Luján. Centro Cultural Marcó del Pont, en el barrio de Flores, ciudad de Buenos Aires.

Ello ocurrió varias veces hasta que enterado del hecho, considerado milagroso por los católicos, el obispo de Buenos Aires fray Cristóbal de Mancha y Velazco, y el gobernador del Río de la Plata, don José Martínez de Salazar, organizaron el traslado de la imagen, acompañada por doña Ana y Manuel.
En 1886, el padre Salvaire presentó al papa León XIII la petición del episcopado y de los fieles del Río de la Plata para la coronación de la Virgen. León XIII bendijo la corona y le otorgó Oficio y Misa propios para su festividad, que quedó establecida en el sábado anterior al cuarto domingo después de Pascua. La coronación se realizó en mayo de 1887.

### Nuestra Señora de Luján en la historia argentina
El primer santuario dedicado a Nuestra Señora de Luján se inauguró el 8 de diciembre de 1763 y en él hicieron profesión de fe y se encomendaron buena parte de los próceres argentinos durante la época de la emancipación: Manuel Belgrano, José de San Martín, Cornelio Saavedra, Domingo French, Nicolás de la Quintana, José Rondeau, Juan Martín de Pueyrredón, Ramón Balcarce, Martín Rodríguez, Estanislao Soler, Manuel Dorrego, Juan Manuel de Rosas y otros líderes y caudillos de la independencia le tributaron el homenaje de su reconocimiento.
Al dirigirse al Paraguay al mando de una expedición, Manuel Belgrano se detuvo en Luján varios días, mandó celebrar una misa cantada el 27 de septiembre de 1810 e hizo varias visitas a Nuestra Señora en el camarín.
Además de rendirle homenaje por su participación en la gesta de la independencia, Belgrano era recordado con especial afecto por haber residido en Luján durante 1814 y haber consagrado trofeos de guerra a la Virgen de la villa. Entre ellos se cuentan las dos banderas de división realistas arrebatadas por el Ejército del Norte al ejército del general Pío Tristán en la Batalla de Salta, y que Belgrano destinó a Nuestra Señora de Luján en acción de gracias por su protección.

Por la patria al señor presidente y demás señores del I. C. J. y R. de la villa de Luján / General del Ejército Auxiliador del Perú/
...

Remito a V. S. dos banderas de división, que en la acción del 20 de febrero se arrancaron de la mano del enemigo, a fin de que sirva presentarlas a los pies de Nuestra Señora, a nombre del ejército de mi mando en el templo de ésa, para que se haga notorio el reconocimiento que mis hermanos de armas y yo estamos a los beneficios que el Todopoderoso nos ha dispensado por su mediación, y exciten con su vista la devoción de los fieles para que siga concediéndonos su gracia. Dios guarde V. S. muchos años.
 Jujuy, 3 de mayo de 1813.
Manuel Belgrano

También el coronel Domingo French fue gran devoto de la Virgen de Luján: la nombró patrona de su Regimiento N.º 3 de Infantería, y le donó dos de las banderas conquistadas en el segundo sitio de Montevideo.
En 1816, luego del cruce de los Andes y de liberar al pueblo chileno, y antes de embarcarse para iniciar su campaña al Perú, el general José de San Martín visitó el Santuario de Luján para encomendarse a Nuestra Señora. En 1823, de regreso de la gesta libertadora volvió a visitar el Santuario de Luján y dedicó a la Virgen María una de sus espadas.

## Patronazgos
En 1930 se cumplieron 300 años de la llegada de la imagen a la Argentina. A principios de ese año, el obispo diocesano de La Plata y de Luján, monseñor Francisco Alberti, solicitó en nombre conjunto de los episcopados argentino, uruguayo y paraguayo al papa Pío XI, la declaración oficial de la Virgen de Luján como patrona de las tres Repúblicas.
El 5 de octubre, el mismo obispo platense (en ausencia del arzobispo de Buenos Aires, monseñor Bottaro, postrado por la enfermedad), asumió la representación de todos los arzobispos y obispos de las tres naciones y proclamó (por bula de Pío XI, del 8 de septiembre de 1930) patrona de la Argentina, Uruguay y Paraguay a la Virgen de Luján.
El 15 de octubre de 1934, el cardenal Eugenio Pacelli (futuro papa Pío XII) declaró a «Nuestra Señora de Luján» patrona oficial del XXXII Congreso Eucarístico Internacional.
En 1944 fue declarada patrona de las rutas argentinas y en 1948 de los Ferrocarriles Argentinos, en cuyas estaciones se multiplicaron las imágenes entronizadas de la Virgen. El 3 de junio de 1946 fue declarada patrona de la Policía Federal Argentina. También era patrona del ex-Consejo Nacional de Educación.

## Su basílica

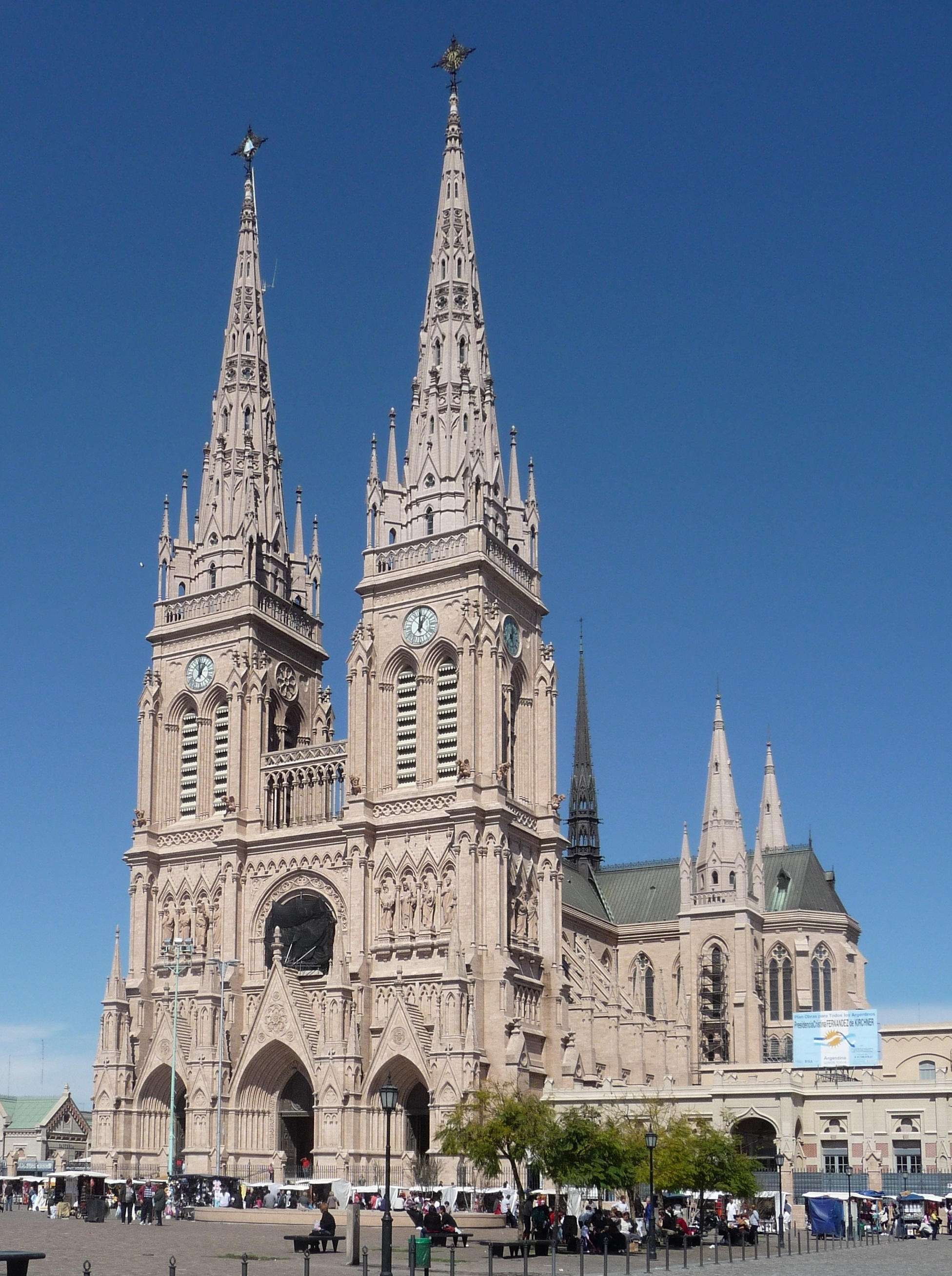
Basílica de Nuestra Señora de Luján

El Santuario de Luján es de estilo neogótico ojival del siglo XIX. Está construido en piedra labrada y cuenta con dos torres de más de 100 m de altura. El 8 de diciembre de 1930, el Papa Pío XI, le otorgó oficialmente el título de Basílica.

## Festividad
Su festividad se celebra el 8 de mayo. Ya que se trata de una imagen de la Inmaculada Concepción de la Virgen, también se celebra el 8 de diciembre.

## Peregrinaciones

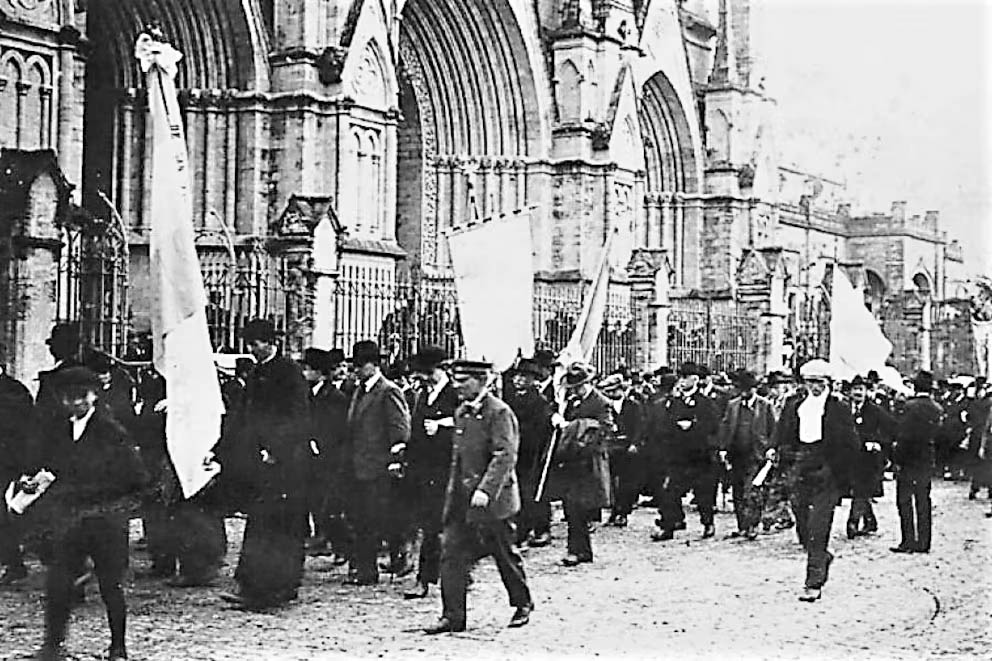
Primera peregrinación al santuario de Luján, en 1893

Fue el padre Federico Grote, fundador de los Círculos Católicos de Obreros, el primero en organizar peregrinaciones al Santuario de Nuestra Señora de Luján. En la primera peregrinación, realizada el 29 de octubre de 1893, fue acompañado por unos 400 hombres con banderas argentinas quienes prometieron concurrir todos los años a pedir a la Virgen protección para la obra. Tres años después, los peregrinos sumaban 3 000. Esta peregrinación se ha realizado ininterrumpidamente hasta nuestros días.
En el día de la festividad de Nuestra Señora de Luján, el día 8 de mayo, miles de fieles se reúnen en la Basílica de Luján en su honor. Es la fiesta patronal del partido de Luján, razón por la cual se realizan numerosos festejos además de recibirse gran cantidad de peregrinos.
Cada 8 de diciembre, día en que se celebra la solemnidad de la Inmaculada Concepción de la Santísima Virgen María, convergen en Luján peregrinaciones masivas provenientes de la Ciudad de Buenos Aires y localidades de la zona, destacándose la Peregrinación náutica que se efectúa en el río Luján, con la imagen de la Virgen a bordo de una embarcación.

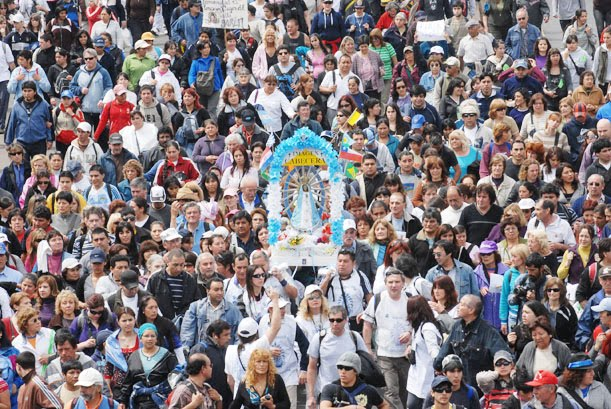
La Peregrinación Juvenil a Pie a Luján es la mayor manifestación de fe popular en la Argentina.

Pero es la llamada Peregrinación Juvenil a Pie a Luján la más famosa de las peregrinaciones al santuario donde se encuentra la imagen. La primera peregrinación juvenil se realizó en octubre de 1975. A ella concurrieron alrededor de 30 000 jóvenes. Desde entonces, la participación fue en aumento hasta situarse en más de un 1 000 000, para así convertirse en la mayor manifestación anual de fe de la Argentina. Esta peregrinación se efectúa el primer fin de semana de octubre de cada año, bajo un lema diferente, y la marcha a pie se extiende desde el santuario de San Cayetano en Liniers, ciudad de Buenos Aires, y luego avenida Rivadavia y Ruta Provincial 7, hasta la basílica de Luján en la ciudad homónima.
En octubre de 2013, durante el primer año del pontificado de Francisco, se duplicó la cantidad de peregrinos: más de 2 000 000 de fieles participaron de la peregrinación a la basílica.